# Vse moje ljubezni
Vse moje ljubezni je kompilacijski album Danila Kocjančiča. Album vsebuje skladbe Danila Kocjančiča v izvedbi glasbenih skupin, katerih član je bil.
Album je bil leta 1999 nominiran za zlatega petelina za najboljšo kompilacijo.

## Seznam skladb
| Št. | Naslov                      | Pisec                           | Glasbena skupina                | Dolžina |
| --- | --------------------------- | ------------------------------- | ------------------------------- | ------- |
| 1.  | „Blesk izgubljene ljubezni‟ | Danilo Kocjančič/Aco Pasternjak | Kameleoni 1965-1968             | 2:34    |
| 2.  | „Našli smo se‟              | Danilo Kocjančič/Aco Pasternjak | Kameleoni 1965-1968             | 2:48    |
| 3.  | „Grenka želja‟              | Danilo Kocjančič/Tomaž Domicelj | Boomerang 1971-1973             | 3:39    |
| 4.  | „Pridi, rad te imam‟        | Danilo Kocjančič/Rado Testen    | Labirint 1973-1975              | 2:56    |
| 5.  | „Pogum‟                     | Danilo Kocjančič/Drago Mislej   | Prizma 1976-1984                | 3:20    |
| 6.  | „Senca‟                     | Danilo Kocjančič/Drago Mislej   | Prizma 1976-1984                | 4:02    |
| 7.  | „Elektrošok‟                | Danilo Kocjančič/Drago Mislej   | Prizma 1976-1984                | 3:34    |
| 8.  | „Nina‟                      | Danilo Kocjančič/Drago Mislej   | Kameleoni 1981                  | 3:30    |
| 9.  | „Dober dan‟                 | Danilo Kocjančič/Drago Mislej   | Bazar 1984-1992                 | 3:33    |
| 10. | „Tina‟                      | Danilo Kocjančič/Drago Mislej   | Bazar 1984-1992                 | 4:26    |
| 11. | „Si še jezna name‟          | Danilo Kocjančič/Dušan Urbanc   | Bazar 1984-1992                 | 4:17    |
| 12. | „Poišči me‟                 | Danilo Kocjančič/Drago Mislej   | Danilo Kocjančič & Friends 1994 | 3:52    |
| 13. | „Amerika‟                   | Danilo Kocjančič/Drago Mislej   | Danilo Kocjančič & Friends 1994 | 3:52    |
| 14. | „Žarek skozi meglo dneva‟   | Danilo Kocjančič/Vanja Valič    | Kameleoni 1995                  | 4:48    |
| 15. | „Gremo generacija‟          | Danilo Kocjančič                | Kameleoni 1995                  | 4:19    |
| 16. | „Anita ni nikoli‟           | Danilo Kocjančič/Drago Mislej   | Halo 1996-2004                  | 3:54    |
| 17. | „Jimmy Hue‟                 | Danilo Kocjančič/Drago Mislej   | Halo 1996-2004                  | 4:09    |
| 18. | „Luna sije‟                 | Danilo Kocjančič/Drago Mislej   | Halo 1996-2004                  | 4:55    |

## Zasedbe

### Kameleoni
- Danilo Kocjančič – ritem kitara, vokal
- Tulio Furlanič – bobni, vokal
- Marjan Malikovič – solo kitara, vokal
- Jadran Ogrin – bas, vokal
- Vanja Valič – klaviature, vokal

### Boomerang
- Danilo Kocjančič – ritem kitara
- Zlati Klun – bobni, vokal
- Peter Veri Gorjup – solo kitara
- Ladi Koradin – bas

### Labirint
- Danilo Kocjančič – bas kitara, vokal
- Rado Testen – vokal, klaviature, flavta
- Peter Gruden – solo kitara, vokal
- Maks Vergan – bobni
- Slavica Čok – vokal
- Sonja Čok – vokal
- Marie-Anne Scapin – vokal

### Prizma
- Danilo Kocjančič – bas kitara, vokal
- Ladi Mljač – bobni, solo vokal
- Franci Čelhar – klaviature, vokal
- Igor Kos – kitara, vokal

### Bazar
- Danilo Kocjančič – bas, vokal
- Slavko Ivančić – solo vokal, klaviature (1984–1986)
- Dušan Vran – bobni, vokal
- Zdenko Cotič – kitara, vokal
- Marino Legovič – klaviature, vokal
- Igor Mermolja – solo vokal (1986–1992)

### Halo
- Danilo Kocjančič – kitara, vokal
- Tulio Furlanič – bobni, solo vokal (1996–1999)
- Jadran Ogrin – bas, vokal
- Zdenko Cotič – kitara
- Fredi Poljšak – solo vokal (1999–2004)
- Giulio Roselli – bobni (1999–2004)